# Rạp chiếu phim Eros
Rạp chiếu phim Eros là một công trình mang kiến trúc Art Deco bây giờ đã không còn tồn tại nữa vị trí của rạp chiếu phim bây giờ nằm trong tòa nhà Cambata tại Churchgate, Mumbai, Ấn Độ. Nó có sức chứa 1.204 người mỗi buổi biểu diễn.
Kiến trúc sư Shorabji Bhedwar đã thiết kế tòa nhà theo phong cách sắp xếp hiện đại, nó đánh dấu sự khởi đầu của công cuộc khai hoang Backbay vào đầu năm 1938.

## Lịch sử
Nền móng của rạp chiếu phim Eros được hình thành vào năm 1935. Rạp chiếu phim mở cửa vào năm 1938 và việc xây dựng tòa nhà này trên khu đất ở Backbay mới được khai hoang cùng với các cửa hàng kinh doanh khác. Công việc này mất khoảng hai năm rưỡi để hoàn thành.
Rạp chiếu phim Eros đã không còn tồn tại từ năm 2016. Tòa nhà Cambata, nơi đặt rạp hát đã bị phong tỏa do tranh chấp pháp lý nhưng sau đó đã được niêm phong theo lệnh của Tòa án tối cao Bombay, nhưng việc chiếu tại rạp đã không được tiếp tục nữa. Tuy nhiên, gia đình Cambata đã đàm phán với các doanh nghiệp điện ảnh khác để hồi sinh rạp chiếu phim Eros với một số cải tạo và thay đổi đối mà không làm tổn hại đến cấu trúc di sản.
Tòa nhà là một phần của Quần thể kiến trúc Gothic thời Victoria và Art Deco tại Mumbai, đã được UNESCO công nhận là Di sản thế giới vào năm 2018.